# 1000 und 1 Nacht (Zoom!)
1000 und 1 Nacht (Zoom!) (Schreibweise auf der Erstveröffentlichung) ist ein Rocksong, der von der Klaus-Lage-Band gespielt wurde und von deren Keyboarder Göran Walger gemeinsam mit Diether Dehm (alias N. Heirell) und Klaus Lage selbst geschrieben wurde. Er erschien im Sommer 1984 als Single und sodann auch auf dem Album Schweißperlen. Mit Platz fünf in den deutschen Charts ist es Lages bis heute höchstplatzierte Single.

## Musik und Text
Es handelt sich um einen Rocksong, der mit E-Gitarren und den Pianoklängen eines Synthesizer-Keyboards gespielt wird. Nach einem Keyboard-Intro beginnt der eigentliche Song; auch ein teils kurz zweistimmiges E-Gitarrensolo ist zu hören. Der Text handelt von einem Mann und einer Frau, die sich schon von klein auf kennen, und plötzlich, nachdem sie hatten tanzen gehen wollen, miteinander im Bett gelandet sind. „Tausend Mal berührt, tausend Mal ist nichts passiert / tausend und eine Nacht – und es hat Zoom gemacht.“ Der Text lässt allerdings offen, wie sich die Beziehung weiterentwickelt: „Doch so aufgewühlt hab’ ich dich nie gesehen / Du liegst neben mir und ich schäm’ mich fast dabei / was war bloß passiert, wir wollten tanzen gehen / alles war so vertraut und jetzt ist alles neu.“ Klaus Lage sagte zum Text:

„Ich glaube, dass jeder das schon mal erlebt hat – jemandem nahe zu sein, und sie oder ihn dann plötzlich ganz anders kennenzulernen. Hab ich auch schon erlebt.“

## Entstehung
Die Musik wurde vom Keyboarder der Gruppe, Göran Walger komponiert; Klaus Lage und Diether Dehm schrieben den Text. Der Song entstand 1983 in den Niederlanden, wo die Eltern des Bassisten Martin Engelien ein Ferienhaus hatten und die Band in einem nahegelegenen Gemeindehaus proben konnte. Lage konnte sich nicht mehr an den Verfasser der Titelzeile erinnern; das Wort Zoom sei jedoch von ihm:

„Aber ich glaube das Zauberwort bei dem ganzen Lied war auch ‚Zoom‘! Deswegen haben wir auch das mit in den Titel eingebaut. Und ‚Zoom!‘ ist von mir, das ist wohl ganz klar! Das haben wir früher als ein Gag-Wort genommen, wenn man – wie in den Comics – eine Art von Geschwindigkeit ausdrücken wollte. Dann hat man ‚Zoom!‘ gesagt.“

Der Song wurde dann in Köln aufgenommen und von Wolf Maahn produziert. Die beteiligten Musiker waren Martin Engelien (Bass), Wolf Simon (Schlagzeug), Rocco Klein (Gitarre), Göran Walger (Keyboards) sowie Klaus Lage selbst (Gitarre und Gesang).

## Veröffentlichung
Die Single erschien im Sommer 1984. Sie erreichte Platz fünf der deutschen Charts und war 22 Wochen platziert, vom 25. Juni bis zum 19. November 1984. Auf der B-Seite befindet sich der Song Mamas Liebling. Das Singlecover besteht aus schwarzen und weißen Schriftzügen auf grauem Grund und einigen Farbstreifen. Auch eine DDR-Ausgabe erschien 1985 als 7″-EP bei Amiga.
Die Band trat mit dem Song auch dreimal in der ZDF-Hitparade auf; am 30. Juni 1984 präsentierte sie ihn erstmals, konnte sich jedoch nicht unter den ersten drei platzieren. So hätte sie eigentlich keine weiteren Auftritte haben dürfen. Als Ausnahme wurde ihr aufgrund des zwischenzeitlichen großen Erfolges des Songs jedoch gestattet, den Song im Herbst ein zweites Mal als Neuvorstellung zu präsentieren. Die Band wurde dann per TED-Abstimmung am 22. September 1984 auf den ersten Platz gewählt und durfte daher in der folgenden Ausgabe am 20. Oktober den Song erneut spielen. Im Dezember 1984 spielte die Band den Song auch in Thommys Pop Show extra im ZDF und im Januar 1985 in Die Superhitparade – Hits des Jahres ’84. Auf dem 2018 veröffentlichten Album Klaus Lage & das Big Band Projekt: Ich wollte mir bloß den Abend vertreiben ist eine Big-Band-Version dieses Titels enthalten.

## Rezeption
Mitte Januar 2023 sang Moderator und Schlagersänger Florian Silbereisen in der im MDR produzierten Abschiedsshow für Sänger Jürgen Drews mit dem Titel Zum allerletzten Mal: Der große Schlagerabschied das Lied mit der Zeile „Erinnerst du dich, wir haben zusammen gespielt“ statt „Erinnerst du dich, wir haben Indianer gespielt“, wie es im Originaltext des Songs heißt, also ohne das teilweise als diskriminierend wahrgenommene Wort „Indianer“. Diether Dehm erstattete daraufhin Strafanzeige gegen Silbereisen; die Staatsanwaltschaft Fulda leitete ein Ermittlungsverfahren wegen eines möglichen Verstoßes gegen das Urheberrechtsgesetz ein.
Bereits im August 2022 hatte Silbereisen in der im MDR ausgestrahlten Sendung Die Schlager des Sommers 2022 – Die Märchenschloss-Nacht das Lied mit der so veränderten Textzeile gesungen. Zwischen der ARD und der GEMA gilt eine Rahmenvereinbarung, nach der Songtexte nicht verändert werden dürfen. Im März 2023 einigten sich Silbereisen und Dehm laut Dehm darauf, dass es künftig keine Wiederholung mit Änderung des Originaltextes geben werde, dass die Auseinandersetzungen beigelegt würden, „um juristische Ressourcen zu schonen und um sich gemeinsam kreativen Fragen zuzuwenden“.

### Coverversionen
Coverversionen existieren unter anderem von:
- Wolfgang Petry – 1000 und 1 Nacht (Zoom)
- Ross Antony – 1000 und 1 Nacht (Tausendmal berührt), Album Schlager lügen nicht
- Adam und die Micky’s – Das Starkstromlied (Tausendmal berührt)
- Die Zipfelbuben – 1000 Mal berührt
- Global Kryner – 1000 und 1 Nacht (Zoom)
- Roger Cicero – Tausendmal berührt, Album Männersachen
- Nina Proll – Album 12 Songs, nicht die Schlechtesten
- Maybebop – 1000 und 1 Nacht, Album Superheld
- James Last – Album Non Stop Dancing ’85
- Drangsal – 1000 und 1 Nacht [18]
- Browser Ballett – Backup-Reminder [19]